# Teaira McCowan
Teaira McCowan (Bryan, 28 settembre 1996) è una cestista statunitense naturalizzata turca, professionista nella WNBA.

## Carriera
È stata selezionata dalle Indiana Fever al primo giro del Draft WNBA 2019 (3ª scelta assoluta).

## Palmarès
- Naismith Defensive Player of the Year (2018)
- WNBA All-Rookie First Team (2019)